# کوهنانی
کوهنانی یکی از شهرهای استان لرستان است. این شهر مرکز بخش کوهنانی از توابع شهرستان کوهدشت است.

## انگیزه نامگذاری
کوهنانی از دو کلمه کوه+نان تشکیل شده‌ است و دلیل نامگذاری این نام وابستگی معاش مردم به‌ کوه های اطراف و رونق اقتصاد قوی این منطقه نسبت به نواحی همجوار است. 

## شکل گیری و تاریخچه
با توجه به بیش از 120 اثر تاریخی و طبیعی (تپه‌های باستانی، آتشکده‌ها، میل صید صفربگ، نقاشی غارها، گنجینه‌های فراوان، رودخانه، زمین‌های حاصلخیز و.....) می‌توان به این نتیجه رسید که از زمانی که انسان در غارها میزیسته شهر کوهنانی در حوالی رودخانه و زمین‌های حاصلخیز این منطقه وجود داشته‌ است. از آنجایی که این این منطقه و مردمش قدمتی پیش از تاریخ دارند نمی‌توان آن را به دوره خاصی از تاریخ نسبت داد در ادوار گذشته شهر کوهنانی رونق بسیار فراوانی نسبت به وضعیت کنونی داشته‌ است.

## جغرافیا
اطراف کوهنانی کوه‌هایی قرار دارد که از شرق ماه کوه، از شمال کوه بازگیر (باج گیر) و از شمال غربی به شهرگراب، از جنوب کوه نثار و از غرب کوه بزرگ گور هستند. بخش کوهنانی شامل روستاهای شورابه، روستای پای آستان، خسروآباد، حسین‌آباد، مرالی، حیدرخانی، خود شهر کوهنانی، روستای بساط بیگی، منار، زیر تنگ سیاب، نوم کولی، گرخشاب، رماوند، منطقهٔ چشمه حیدر و بالاخره روستای سرسبز رودبار است که هرساله بخش بزرگی از میوه تولیدی در لرستان را تأمین می‌کند. لازم است ذکر شود که روستای زیرتنگ سیاب توالی از روستاهای پشت سر هم است که همگی دارای باغ‌های انار می‌باشند. بیشتر این محصولات برای صادرات به استان‌ها و کشورهای دیگر مورد استفاده قرار می‌گیرد.

## مردم‌شناسی
بخش کوهنانی شامل ۱۰ طایفه می‌باشد:
۱- طایفه های بساط بیگی،کاکمزوند،حیدرخانی(رعیت)،مرضایی، ساکن در کوهنانی 
۲- طایفه کورونی یا کوهنانی (شامل مرکز بخش کوهنانی، روستاهای حسین‌آباد، مرالی که تعداد قابل توجهی از مردم این طایفه در شهرستان کوهدشت اقامت دارند)
۳- طایفهٔ نورعلی (شامل روستاهای شورابه سفلی (رستم)، شورابه وسطی (مرحوم برانازار)، شورابه شاهمراد یاری، شورابه علیا (مرحوم کرم خان)، شورابه ابراهیم زارعی، شورابه بهرام بگ، خسروآباد، پشم و پای آستان) 
۴- طایفه آدینه وند (شامل روستاهای زیر تنگ سیاب: ده کرمعلی، ده منتعلی، گرخشاب، رماوند -واولاد که کونانی  هستن…)
۵- طایفه گراوند (شامل روستاهای توه خشکه، منار، وسکور و عالین آباد)
۶- طایفه دراویش (بیشتر در روستاهای رودبار (روارRowar صحیح تر است) سکونت دارند)
۷-طایفه کت کن ساکن در بخش کت کن                  
۸طایفه های رستمی با ۴۵۰۰  کونانی با ۵۰۰۰ منصوری با ۶٫۵۰۰ نفر آدینه وند با ۴۰۰۰ گراوند با ۳۰۰۰ و نورعلی با ۴۰۰۰نفر جمعیت بزرگترین طایفه های بخش‌کوهنانی هستند